# Jobboldal
A jobboldal azon politikai ideológiák, eszmék csoportja, melyek fő jellemzője, hogy bizonyos társadalmi rendeket és hierarchiákat elkerülhetetlennek, természetesnek, normálisnak vagy kívánatosnak tartanak, az emberek közötti társadalmi és anyagi egyenlőtlenséget helyeslik. A hierarchia és az egyenlőtlenség a hagyományos társadalmi különbségek  vagy a piacgazdasági verseny természetes következményeinek tekinthető. Itt különbséget kell tenni a klasszikus jobboldal között, amely az egyenlőtlenséget az örökléssel és a családi hagyományokkal igazolja, és a liberális jobboldal között, amely csak akkor tartja igazolhatónak az egyenlőtlenséget, ha az tisztességes verseny eredménye, anélkül, hogy hogy az előnyöket a leszármazottakra ruházná át.
Az úgynevezett jobboldali politikai áramlatok általánosabban megfelelnek azoknak a politikai áramlatoknak, amelyek meglehetősen konzervatív doktrínával, tradícióval vagy ideológiával rendelkeznek, amely mindenképpen a hierarchikus rendhez való bizonyos kötődést nyilvánítja ki, és amelyet igazságosnak tartanak.

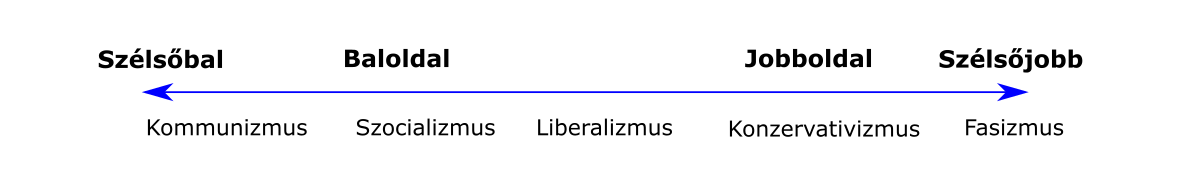
A jobb és baloldal spektruma

## Történelme
A jobboldal-baloldal fogalmi ellentétpár a 18. századi francia Nemzeti Konvent ülésrendjéből ered: 
- az elnöktől jobbra foglaltak helyet a monarchiát és a nemesi előjogokat (a status quót) támogató ancien régime hívei,[12][13][14] a hagyományos rend, a királyság képviselői, vagyis az első és a második rend,
- a bal oldalon pedig a forradalom hívei, a polgárság, azaz a harmadik rend.

A cambridge-i professzorok alapján a jobboldalnak öt ága jelentkezett:
- A reakciós jobboldal az arisztokráciához és a bevett, hagyományos valláshoz való visszatérésre törekedett.
- A mérsékelt jobboldal nem bízott az értelmiségiekben és korlátozott kormányzást keresett.
- A radikális jobboldal a nacionalizmus romantikus és agresszív formáját részesítette előnyben.
- A szélsőjobboldal bevándorlásellenes politikát és burkolt rasszizmust támogatott.
- A neoliberális jobboldal arra törekedett, hogy a piacgazdaságot és a gazdasági liberalizációt ötvözze a hagyományos jobboldali patriotizmussal, elitizmussal és jogrenddel.

A 19. század közepéig a politikai szabadságot és a szabad vállalkozást egyaránt hirdető liberálisokat baloldalinak tekintették. De az ipari termelés terjedésével a baloldalt főleg szocialistáknak kezdték nevezni, akik a munkásosztály érdekeiért folytatott harcot hirdették. A jobboldali pártok, a monarchisták, az elit réteg, a földbirtokosok, a papok érdekeit védték.
Az 1830-as évektől az 1880-as évekig a nyugati világ társadalmi osztályszerkezete és gazdasága a nemességről és az arisztokráciáról a kapitalizmus felé tolódott el. Ez az elmozdulás olyan jobbközép mozgalmakat érintett, mint például a Brit Konzervatív Párt, amely válaszul a kapitalizmust támogatta.
A jobboldali rezsimek általánosak voltak Európában a két világháború közötti időszakban.
Magyarországon is 1919 és 1944 között jobboldali kormányok voltak hatalmon. A „nacionalista keresztény” politikát hirdették; megvetették a francia forradalom eszméit és elvetették a 19. század liberális és szocialista ideológiáit. Deák István történész alapján Magyarországot védőbástyának tekintették a bolsevizmus és annak eszközei: a szocializmus, a kozmopolitizmus és „a szabadkőművesség” eszméi ellen és „hódolattal vették körül a kormányzó Horthy Miklóst”.
A 20. század során a jobboldal leginkább a gazdaságpolitika terén állt szemben a baloldallal (a kapitalizmus és a kommunizmus szembenállása). Jobboldali jelzővel illették a szabadpiac és a laissez-faire kapitalizmus híveit is.
Az Új Jobboldal a 60-as években megjelent egyfajta újraértelmezése a jobboldaliságnak. Az Új Jobboldal a tradíciókból merítve alkotott új eszmei vonulatot.
Az ezredfordulón jelent meg Kelet-Európában a jobboldaliság újfajta értelmezése. A volt szocialista országokban a rendszerváltás után egy évtizeddel a tömeges privatizációk és a gazdaság nyitása (szabad vállalkozás, a sikertelenek csődje, az állam egyenlő szereplő a gazdaságban) okozta az egzisztenciális bizonytalanság (áremelkedések, munkanélküliség, általános értékvesztés) hatására a magukat jobboldaliként meghatározó pártok szakítottak a gazdaságba való minimális beavatkozás elvével és erős állami szerepvállalást hirdettek a hagyományosnak gondolt egyéb konzervatív értékek – a vallás (az egyházak) erős szerepvállalása, a nemzeti hagyományok ápolása és erős hangsúlyozása, a helyi vállalkozások előnybe hozása a külföldiekkel szemben, a mezőgazdaság (a "föld") fontosságának megtartása és tulajdonlásának helyi kézben tartása, az anyanyelv szerepének ápolása – megtartásával.
Magyarországon a jobboldali Fidesz a 2010-es választások óta kétharmados többséggel kormányoz. Orbán Viktor pártelnök, miniszterelnök egyre inkább nemzeti orientációt ad az állam irányának. A „Nemzeti Együttműködés Rendszere” hivatott felváltani a korábbi, „kaotikusnak” tűnő demokráciát. Kétharmados többséggel elfogadták azt az új alkotmányt, amely kiemelten hangsúlyozza az olyan értékek fontosságát, mint a család és a kereszténység, mint a magyar nemzet alapja.

## Típusai
A jobboldali pártok közé tartoznak a konzervatívok, a kereszténydemokraták, a klasszikus liberálisok és a nacionalisták, valamint a szélsőjobboldali irányzatok (pl. fasiszták, neonácik stb.).

### Mérsékelt jobboldal
A mérsékelt jobboldal toleráns a változásokkal szemben, feltéve, hogy az fokozatos, és elfogadja a liberalizmus egyes aspektusait, beleértve a jogállamiságot és a kapitalizmust, bár a radikális laissez-faire-t és az individualizmust károsnak tartja a társadalomra. Gyakran a nacionalizmust és a szociális jóléti politikát hirdeti. Általában a fennálló politikai, társadalmi, erkölcsi rendhez való ragaszkodás és csak a lassú, szerves változások támogatása jellemzi. Szemléletét a történeti vagy vallási alapon nyugvó társadalomfelfogás jellemzi. A kultúrában a hagyományokat követi, a gazdaság területén az állam minimális szerepvállalását hirdeti. A szabadpiacra, a szabad versenyre és az egyén öngondoskodására épít; elfogadja a nagyobb társadalmi különbségeket.
A politikában a jobboldal jelenti azt a szegmensét a politikai spektrumnak, amelyet gyakran társítanak a konzervativizmus számos irányának valamelyikéhez, a vallásos jobboldalhoz, az ellenforradalmisághoz, a klasszikus liberalizmushoz, vagy egész egyszerűen a baloldali politika ellentétének tekintik.

### Radikális jobboldal
A radikális jobboldalt olyan csoportokra és ideológiákra alkalmazták, mint a McCarthyizmus, a John Birch Társaság, a thatcherizmus és a német republikánus párt. A radikális jobboldal magában foglalja a jobboldali populizmust.
A radikális jobboldal ideológiai spektruma a jobboldali nemzeti konzervativizmustól, továbbá a jobboldali populizmustól a szélsőjobboldali harmadik álláspont  ideológiájáig terjed.

#### Magyarországon
Gyűjtőfogalom, mely a magyarországi parlamenti jobbközép pártoktól jobbra elhelyezkedő, ám a neonáci irányzatoktól önmagukat elhatároló szervezeteket, illetve ezek honi és határon túli szimpatizánsait jelöli.
Nemzetközi politikai megfigyelők alapján a Fidesz politikai ideológiája is erősen megváltozott és a 2015-ös menekültválság óta a jobboldal és a radikális, illetve a szélsőjobb közötti pártként pozicionálódik.

### Szélsőséges jobboldal
A „szélsőjobboldali” kifejezést azok leírására használják, akik egy abszolút hatalmú kormányt pártolnak, amely az állam hatalmát arra használja fel, hogy támogassa a domináns etnikai csoportot vagy vallást, és más etnikai csoportokat vagy vallásokat diszkrimináljon.
Eszméjük szélsőséges, antidemokratikus; totalitárius formái többek között a német nemzetiszocializmus, az olasz fasizmus és a Szálasi Ferenc által kialakított magyar hungarizmus. Ezek a rendszerek sokszor erőteljesen szociális, sőt szocialista jelleget is ölthetnek, amely baloldali politikai elemre utalna. Ezek azonban sokszor szociális demagógiába csapnak át, ami a baloldali típusú jelszavak hangoztatása közbeni szélsőjobboldali tevékenységek gyakorlását jelenti.
Különösen vitatott a szélsőséges, soviniszta irányzatok (például: fasiszta, nemzetiszocialista és neonáci) elnevezése.
A vélt vagy valós „fasiszta” vagy „nemzetiszocialista” nézetekkel szimpatizáló személyeket általában egyszerűen szélsőjobboldalnak nevezi a média.
Ezt a nézetet sok jobboldali párt ellenzi, mivel a „szélsőséges” elnevezést lényegében mindenkire használni szokták a napi politikában, és objektív tartalmát szinte teljesen elveszítette.